# وارن اندرسون
وارن اندرسون (انگلیسی: Warren Anderson؛ زادهٔ ۱۳ آوریل ۱۹۵۲) بازیکن هاکی روی یخ اهل کانادا است.